# Metro van Wenen
De metro van Wenen (of U-Bahn), werd geopend in 1976, hoewel de basis van het systeem al veel ouder is. De exploitatie van de metro is in handen van Wiener Linien, het gemeentelijk vervoersbedrijf in de Oostenrijkse hoofdstad.
De Weense metro heeft vijf lijnen samen goed voor 83 km en heeft 98 stations. Als de overstapstations per lijn apart geteld worden komt dit aantal op 109. De treinen rijden tussen ongeveer 05.00 uur en 0.30 uur met tussenpozen van 2 tot 5 minuten, afhankelijk van het tijdstip en de dag van de week.
Iedere metrolijn heeft zijn eigen herkenningskleur, welke terug te vinden is op de kaart van de metro en op de stations.
| Lijn | Traject                    | Geopend | Lengte     | Stations |
| ---- | -------------------------- | ------- | ---------- | -------- |
|      | Oberlaa ↔ Leopoldau        | 1978    | 19,2 km    | 24       |
|      | Karlsplatz ↔ Seestadt      | 1980    | 16,8 km    | 20       |
|      | Ottakring ↔ Simmering      | 1991    | 13,4 km    | 21       |
|      | Hütteldorf ↔ Heiligenstadt | 1976    | 16,4 km    | 20       |
|      | Karlsplatz ↔ Frankhplatz   | 2025    | in aanbouw | 6        |
|      | Siebenhirten ↔ Floridsdorf | 1989    | 17,3 km    | 24       |

Zie voor alle stations de Lijst van Weense metrostations.

## Wiener Stadtbahn
De plannen voor een ondergrondse spoorweg door de stad gaan terug naar 1840. In de tweede helft van de 19e eeuw groeide de Weense bevolking fors en openden verschillende spoorwegmaatschappijen een kopstation aan de rand van de stad. Om het vervoer tussen de buitenwijken en de binnenstad te verbeteren en de kopstations onderling te verbinden werd in 1892 besloten tot de aanleg van de Stadtbahn met vier lijnen naast de Nord-Süd Verbindungsbahn (Hauptzollamt – Praterstern) uit 1859 en de Verbindungsbahn uit 1860.

### Aanleg
De Weense stadsspoorlijnen werden tussen 1894 en 1901 als vier volwaardige spoorlijnen met stoomtractie aangelegd. Daarnaast werd een verbindingsboog gebouwd tussen de lijnen G en D. Net als bij andere spoorlijnen was er zowel sprake van reizigersvervoer als goederenvervoer en werd links gereden.
| Lijn                       | Traject                                                                          | Geopend         |
| -------------------------- | -------------------------------------------------------------------------------- | --------------- |
| Vorortlinie (voorstadlijn) | Hütteldorf-Hacking - Ottakring - Heiligenstadt                                   | 11 mei 1898     |
| G (Gürtellinie)            | Meidling Hauptstraße - Westbahnhof – Heiligenstadt                               | 1 juni 1898     |
| W (Wientallinie)           | Hütteldorf-Hacking - Hauptzollamt (sinds 1 september 1975 Landstraße/Wien Mitte) | 30 juni 1899    |
| D (Donaukanallinie)        | Hauptzollamt - Heiligenstadt                                                     | 6 augustus 1901 |

### Vormgeving door Otto Wagner
De Weense stadsspoorlijnen werden geheel ontworpen door Otto Wagner, vooraanstaand architect en lid van de Weense Sezession. Wagner ontwierp vele gebouwen die door het "gewone" volk gebruikt worden. Wenen was hiermee de enige stad in de wereld die haar stadsspoorlijn compleet door een architect liet ontwerpen. De stations van de lijnen U4 (van Hütteldorf tot en met Stadtpark) en van de U6 (van Nussdorfer Strasse tot en met Längenfeldgasse) en alle bijbehorende bruggen zijn nog intact. Ook de lijn Heiligenstadt-Ottakring-Hütteldorf, die onderdeel is van het normale spoorwegnet behoorde destijds tot de Stadtbahn en werd door Wagner ontworpen. Bijzonder is ook de monumentale toegang tot het station op de Karlsplatz, dat nog steeds gebruikt wordt (zie foto).

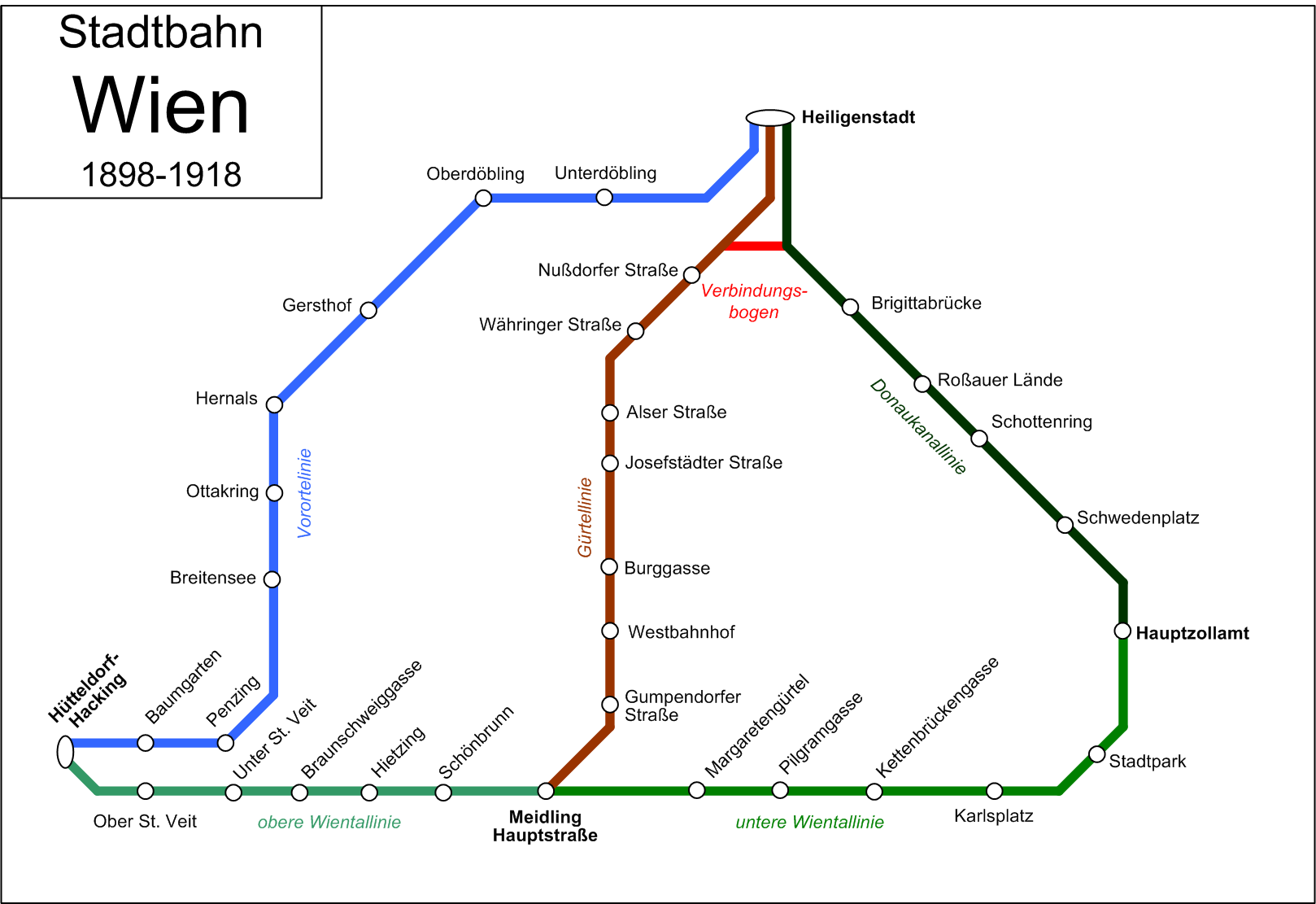
Het aanvankelijke Stadtbahnnet.
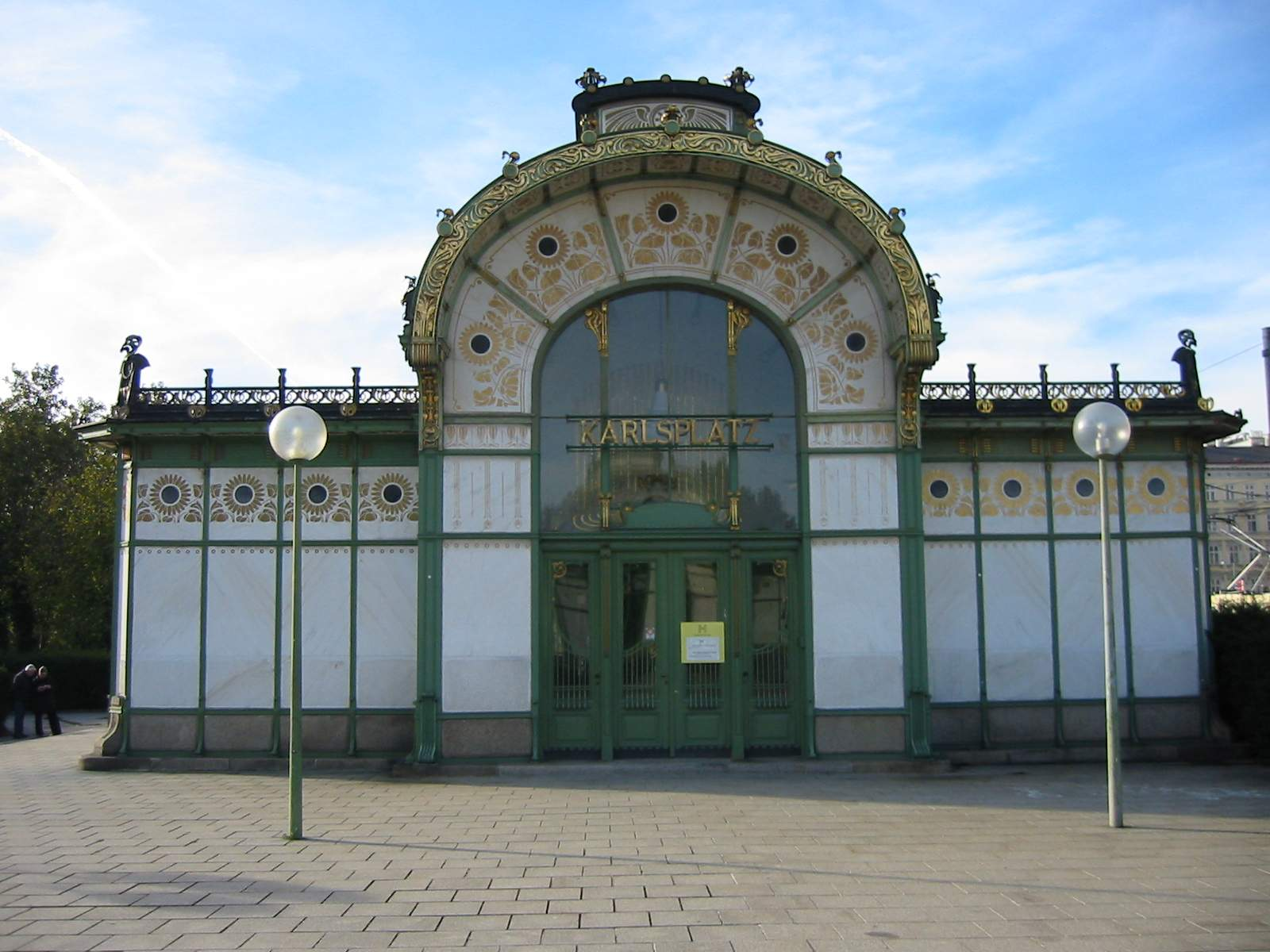
Station Karlsplatz, ontworpen door Otto Wagner.
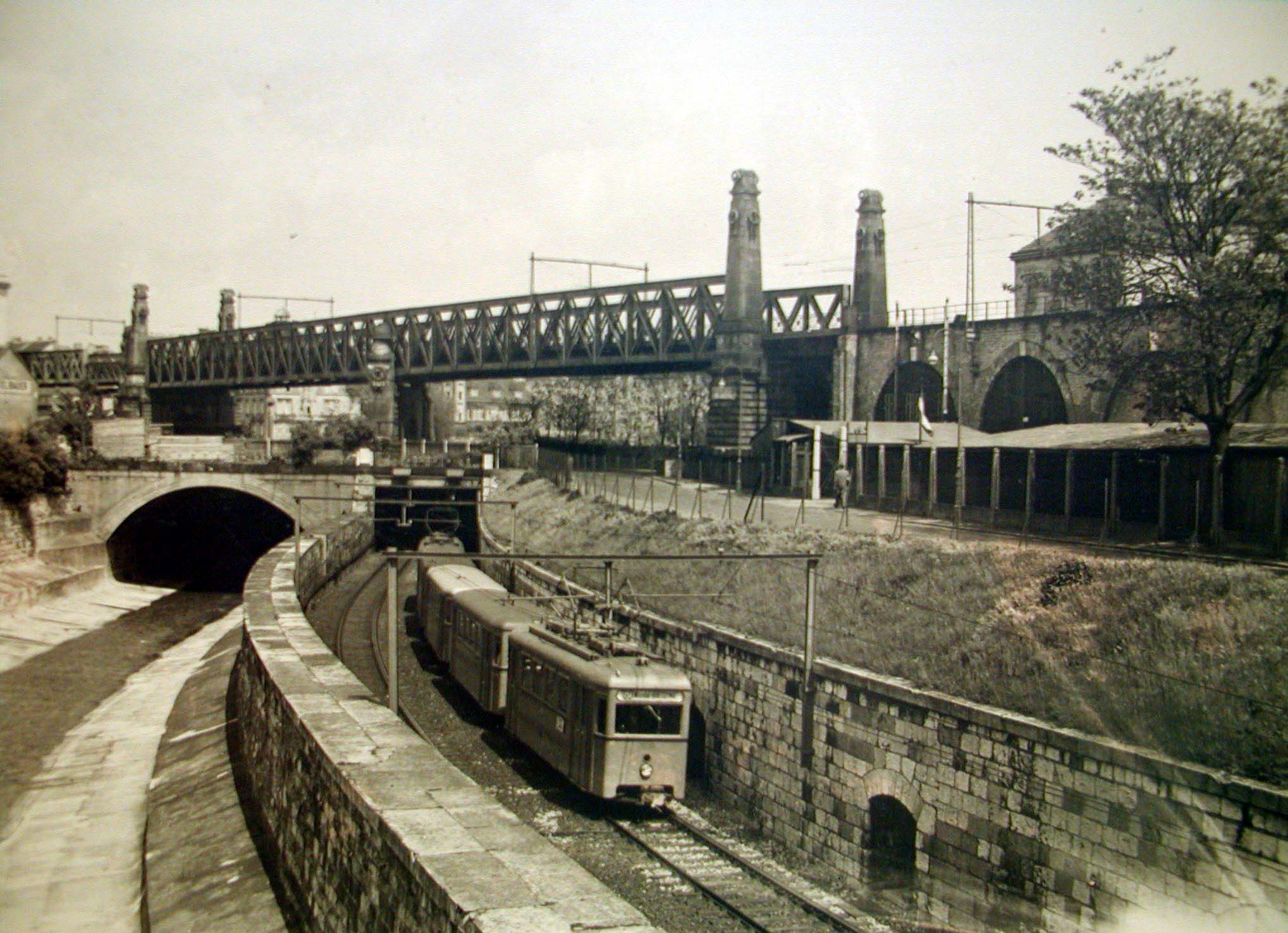
Wiener Stadtbahn, ter hoogte van de kruising aan de Längenfeldgasse.

### Elektrisch
Na afloop van de Eerste Wereldoorlog werd de Stadtbahn op 8 december 1918 grotendeels gesloten als gevolg van kolenschaarste. In de nasleep van de Eerste Wereldoorlog besloot de stad Wenen de lijnen W, D en G op eigen kosten te elektrificeren hetgeen tussen juni en oktober 1925 werd gerealiseerd, de Vorortbahn kwam in handen van de in 1923 opgerichte ÖBB. In 1932 eindigde het personenverkeer op een Vorortlinie en werd de lijn alleen nog voor goederenvervoer gebruikt. Sinds 1987 is deze lijn weer in gebruik als lijn S45 van de S-bahn. Nu zowel de stadstram als de Stadtbahn in handen waren van de gemeente werd tramlijn 18G in gebruik genomen die tussen Gumpendorfer Straße en de remise bij Michaelbeuern over de Gürtellinie reed en via verbindingssporen bij de beide stations weer op het tramnet verder ging.
Direct na de Anschluss in 1938 werden plannen gemaakt voor een uitbreiding van het bestaande stadsspoor, maar door de oorlog en de wederopbouw – Wenen had tijdens de Tweede Wereldoorlog te maken met zware bombardementen – kwamen deze plannen ruim twintig jaar in de ijskast te liggen. Na het Oostenrijks Staatsverdrag van 1955 en het daarop volgende vertrek van het geallieerde bestuur op 26 oktober 1955 werden nieuwe plannen gemaakt. Om het sterk groeiende wegverkeer ruim baan te geven besloot het Weense stadsbestuur in 1956 om tramlijn 18, die over de Wiedner Gürtel reed, ondergronds te leggen en de eerste ondergrondse tramlijn werd in 1959 in geopend, in 1966 volgde de Zweierlinie. De tunnel uit 1959 werd naar het westen verlengd en sinds 11 januari 1969 is de tunnel met aftakkingen onder de südlicher Gürtel in gebruik. Sinds de ombouw van de Zweierlinie tot metro op 30 augustus 1980 is de südlicher Gürteltunnel de enige ondergrondse tramroute in Wenen.

## U-bahn
Op 26 januari 1968 besloot de gemeenteraad van Wenen tot de bouw van een metronet in plaats van de bouw van nog meer tramtunnels. Dit net zou bestaan uit een nieuwe U1, de tot U2 omgebouwde Zweierlinie en de tot U4 omgebouwde Stadtbahnlijnen W en D. De oost-westlijn U3 zou nog nader worden uitgewerkt.

### Uitwerking

#### Vertakkingen
De nadere uitwerking van het metronet, de U-Bahn-Netzvariante M uit 1970, alsmede het alternatief Netzplan N2, gingen uit van lijnen die buiten het centrum in verschillende takken zouden splitsen. De U1 moest dan vanaf de Karlsplatz zich in U1 en U1a splitsen. U1a zou niet richting Reumannplatz gaan maar richting Kliebergasse en verder over de Badner Bahn. De U1a is helemaal vervallen. Vanaf de Praterstern zou er een U1b komen richting stadionbad. Deze tak is in 2008 grotendeels gerealiseerd als onderdeel van de oostelijke verlenging van U2. De U2 zou ten noorden van de Frankhplatz doorlopen tot Oberdöbling waarbij bij Volksoper de U2A richting Gersthof zou afsplitsen. Aan de zuidkant zou de U2 verder doorlopen dan de Karlsplatz namelijk tot Sankt Marx en vandaar zich splitsen in U2 richting Schwechat en U2B richting Kaiserebersdorf. De Zweierlinie werd echter gekoppeld aan de zijtak van U4 en het deel ten zuiden van de Karlsplatz is evenmin gebouwd zodat de U2A en U2B niet verder kwamen dan de tekentafel. De U3 zou bijna dezelfde lijn hebben als vandaag behalve dat hij zich aan het westeinde in twee parallel lopende lijnen zou splitsen in U3 (Neubaugasse, Thaliastraße, Haberlgasse, Ottakring) en U3a (Kirchengasse, Zieglergasse, Westbahnhof, Kardinal Rauscherplatz, Johnstraße, Baumgarten. Voor een groot deel kunnen we zeggen dat deze lijnen bij elkaar gevoegd zijn. Vanaf de Philadelphiabrücke zou de U6 zich opsplitsen in een U6 en een U6B. Laatste zou richting Oberlaaerstraße gaan, terwijl de tramtunnel uit 1969 als U6A zou worden aangesloten. Op 7 september 1981 werd de eerste vertakking als U2/U4 bij Schottenring in gebruik genomen. Dit leidde echter tot ernstige verstoringen in de dienstuitvoering zodat dit na drie weken werd stopgezet en het concept met vertakkingen werd verlaten.

#### Lijn U5
Toen het metronet in de jaren 1966-1973 gepland werd, werden ook de nummers aan de lijnen gegeven. Nummer vijf werd steeds toegekend aan lijnen de niet verder kwamen dan de tekentafel, omdat ze niet haalbaar bleken. Zo had de lijn van Karlsplatz naar het stadion eens nummer 5 en ook de niet gerealiseerde lijn op de linkeroever had ooit nummer 5. In 2014 werd een geheel nieuwe zuidtak voor de U2 voorgesteld, deze wordt bij Rathaus onder de oude tramtunnel gelegd. Hierbij kwam ook de U5 weer in beeld, nu als automatische metro door de tramtunnel uit 1966. De niet gebouwde verlenging van de U2 ten zuiden van Karlsplatz is als mogelijke verlenging van U5 voorzien. Ten noorden van Rathaus zal in 2025 het voorlopige eindpunt komen als Frankhplatz iets ten noorden van het ooit geplande kruisingsstation. Daarna zal de U5 verder naar het noorden het ooit voor de U2 voorziene traject volgen tot Arne-Carlsson-Park en dan naar het westen afbuigen om bij de Elterleinplatz op het traject langs de Rosensteingasse uit te komen dat in de jaren 1960 voor de U5 was bestemd. Met een verdere verlenging naar het westen kunnen dan ook Hernals en Dornbach worden aangesloten op de metro. De U2 loopt dan vanaf 2028 verder naar het zuiden langs de stations, Neubaugasse, Pilgramgasse, Reinprechtsdorferstraße, Matzleinsdorferplatz, Kundrathstraße en Wienerbergstraße.

#### Lijn U7
Er zijn ook plannen geweest voor een U7. Deze zou aan de oostkant van de Donau tussen Floridsdorf en Donaustad via Kagran, Stadlau naar Aspern moeten rijden en had in netzvariante M het nummer 5. Dit project was echter niet levensvatbaar omdat er in dit gebied te weinig mensen wonen. De ontsluiting van dit stadsdeel zou veel beter met een sneltramlijn kunnen worden opgelost.

### Aanleg
De eerste bouwwerkzaamheden begonnen in 1969 op de Karlsplatz, het grootste knooppunt in het metronetwerk, waar de lijnen U1, U2 en U4 samenkomen.
De bouw kan worden onderscheiden in vijf fasen:

#### Bouwfase 1 (1969-1982)

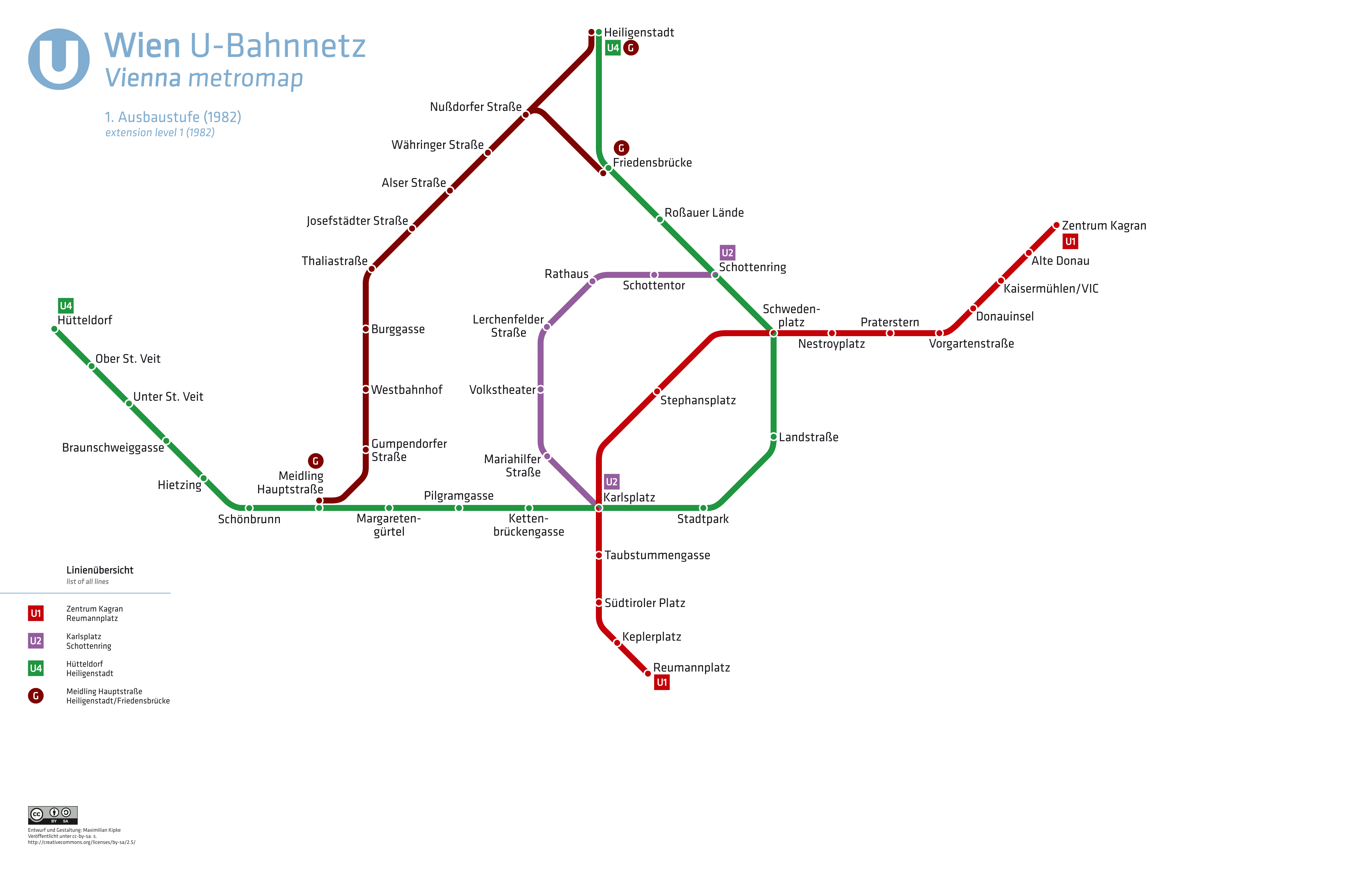
Bouwfase 1

- Bouw van U1 (Reumannplatz –- Kagran), 10 km, van het zuiden van de stad via het centrum naar het oosten
- Ombouw en verlenging van bestaande ondergrondse tramlijn tot U2 (Schottenring –- Karlsplatz), 3,6 km
- Ombouw van Stadtbahn WD tot U4 (Hütteldorf –- Heiligenstadt), 16,4 km, van het uiterste westelijke punt van de stad, via het centrum naar het uiterste noordelijke punt.

Op 22 september 1973 begon het ondergrondse proefbedrijf op de U1 tussen Karlsplatz en Taubstummengasse en op 8 mei 1976 werd met een proefexploitatie begonnen tussen Heiligenstadt en Friedensbrücke. Dit laatste was een tot het nieuwe systeem omgebouwd traject van de Stadtbahn. De lijnen van de Stadtbahn reden links door hun voorgeschiedenis als spoorlijn (in Oostenrijk rijden de treinen en dus ook de stadtbahn links) en hadden allemaal een conventioneel tramwegsysteem, qua bovenleiding en seinstelsel. De metro kreeg een derde rail voor de stroomvoorziening en zou rechts gaan rijden, zodat ook het seinstelsel moest worden omgebouwd.
De eerste echte nieuwbouw werd op 25 februari 1978 geopend en was de U1 tussen Reumannplatz en Karlsplatz. De U2 volgde op 30 augustus 1980. Met oplevering van de gehele U1 naar Kagran op 3 september 1982 werd de eerste fase afgesloten. Het netwerk bedroeg toen 32 kilometer.

#### Bouwfase 2 (1982-2000)

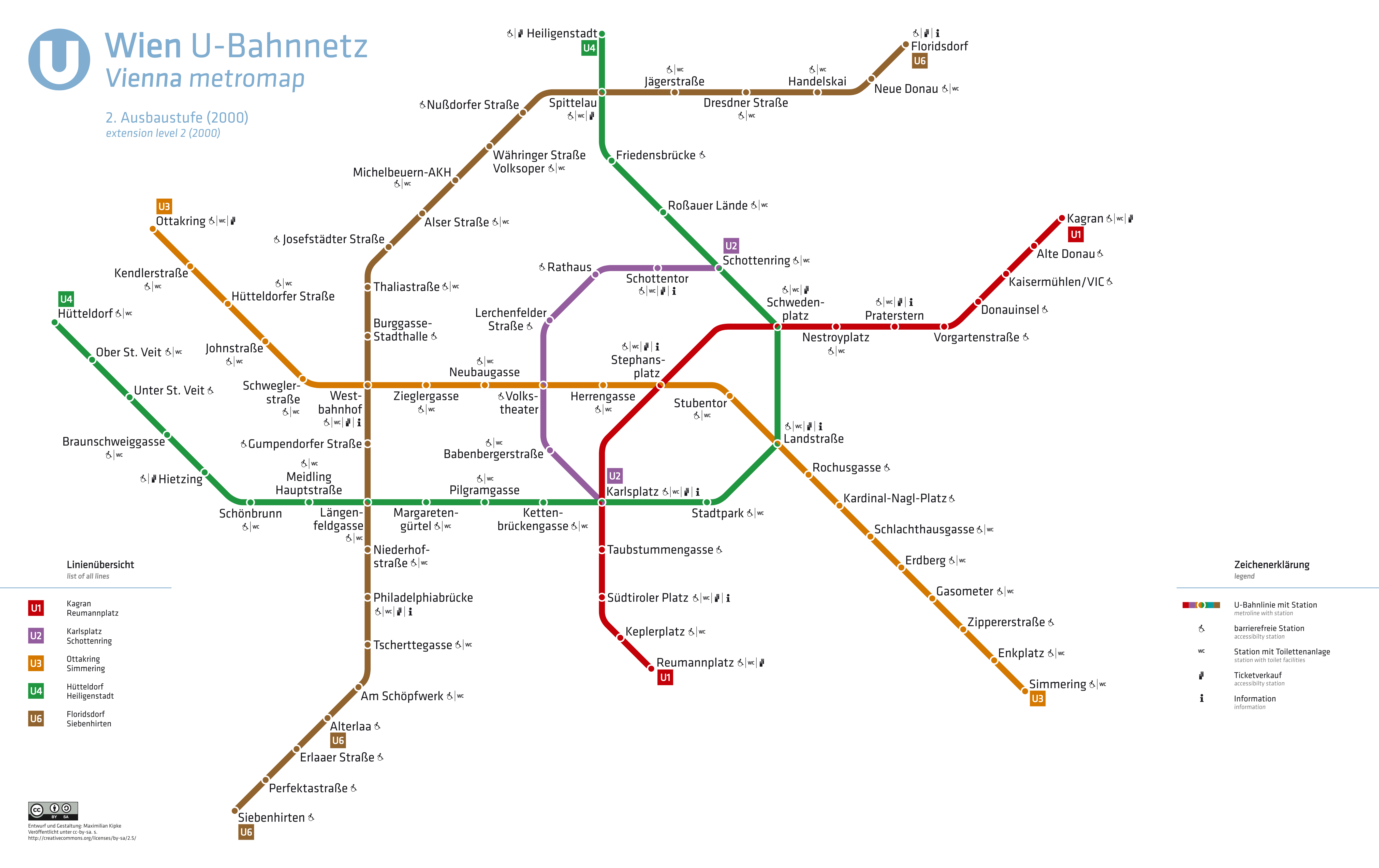
Bouwfase 2

- Bouw van de U3 (Ottakring –- Simmering), 13,5 km, van het zuidoosten van de stad via het centrum naar het noordwesten van de stad
- Modernisering en verlenging van Stadtbahn G tot U6 (Siebenhirten –- Floridsdorf), 17,5 km

In de tweede fase werd de oude stadsspoorlijn tussen Heiligenstadt en Längenfeldgasse omgebouwd tot U6. Ook hier werd het rijden op het rechterspoor ingesteld en de signalering vervangen. Het systeem met bredere en hogere treinstellen en een derde rail, zoals op de andere metrolijnen werd toegepast, werd hier niet gebruikt. De kosten voor ombouw zouden hiermee te hoog worden. In 1995 werd de spoorlijn verlengd naar Sieberhirten en in 1996 werd de lijn naar Floridsdorf omgelegd, waarmee Heiligenstadt alleen nog het eindpunt van de U4 is.
In de bouw van de U3 werd in 1991 de lijn Erdberg-Volkstheater geopend, waarbij het hart van de stad geheel doorkruist was met metrolijnen. In 1995 volgde de uitbreiding naar Westbahnhof, in 1998 naar Ottakring en in 2000 was de lijn klaar met het opleveren van Erdberg-Simmering. De U3 is intussen tot "cultuurlijn" benoemd, waarbij alle stations een cultureel gestalte hebben gekregen.
De totale lengte van het metronet in 2000 was 61 kilometer.

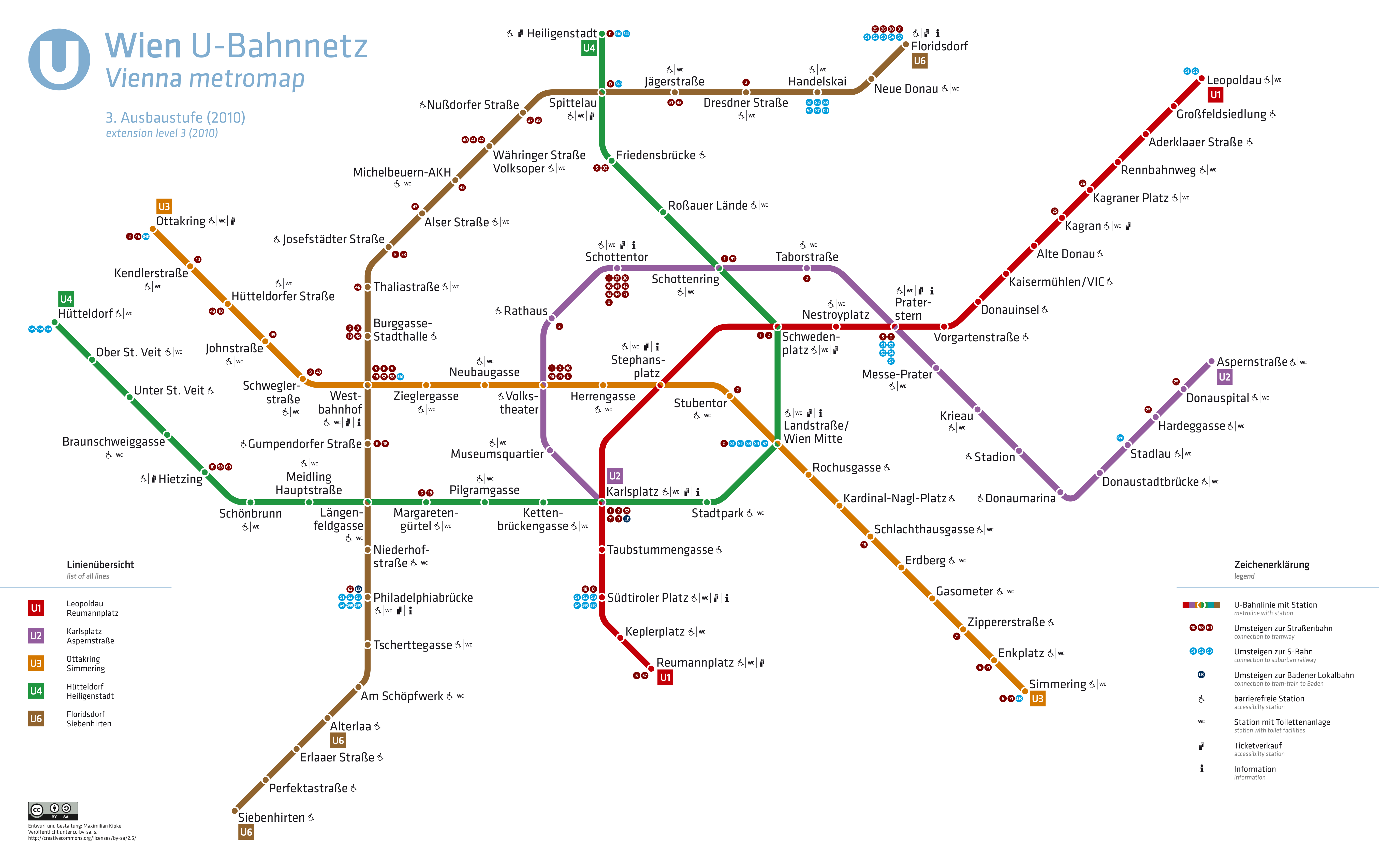
Bouwfase 3

#### Bouwfase 3 (2001-2010)
- Verlenging van de U1 van Kagran naar Leopoldau; (opening 2 september 2006: verlenging van 4,6 km)
- verlenging van de U2 van Schottenring naar Stadion; (opening 10 mei 2008: verlenging van 3,9 km)
- verlenging van de U2 van Stadion naar Aspernstraße (opening 2 oktober 2010);

#### Bouwfase 4 (2011-2025)
Op 13 juli 2007 is besloten tot:

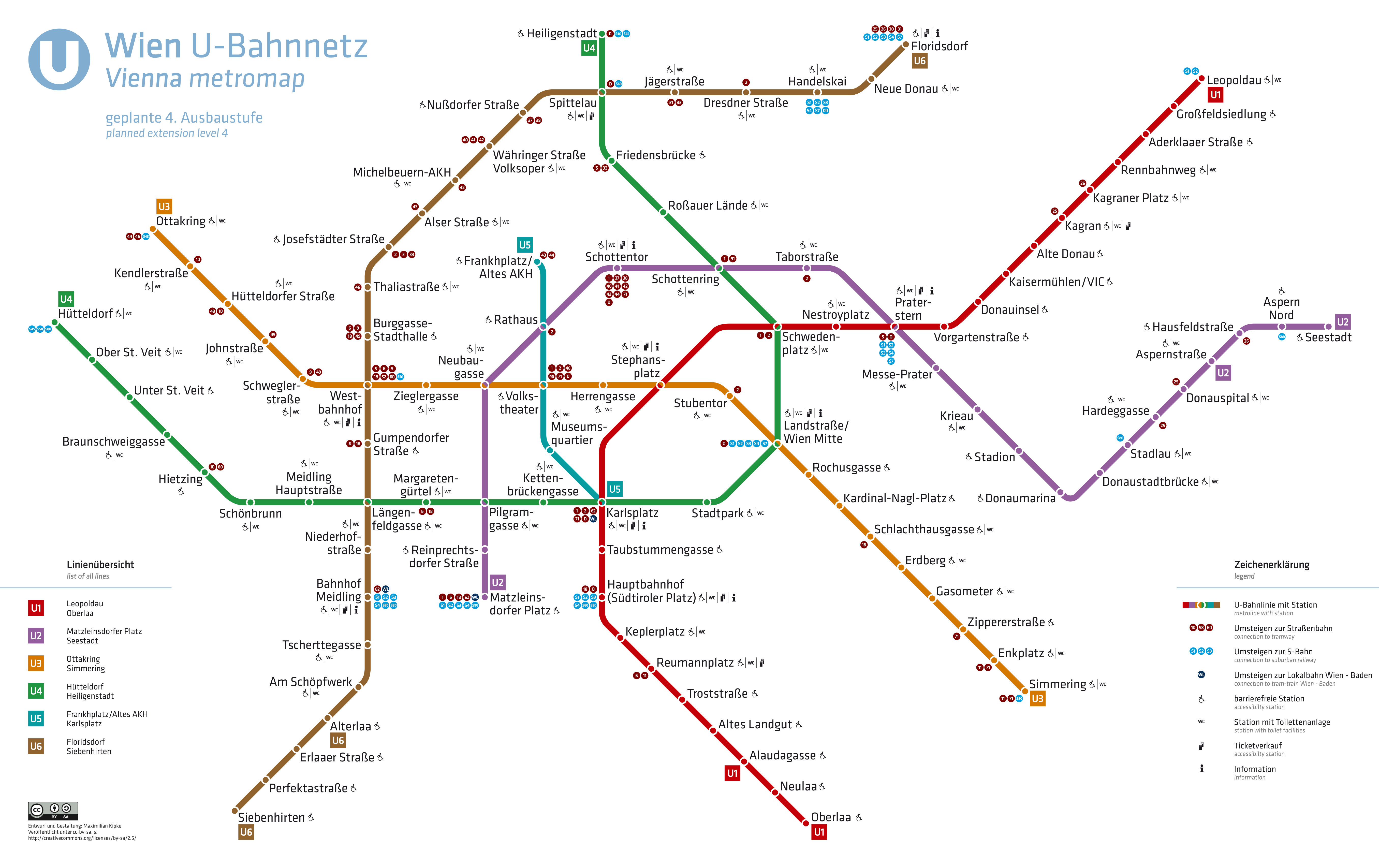
Bouwfase 4

- Verlenging van de U2 van Aspernstraße naar het terrein van het voormalige vliegveld Aspern met de stations An den Alten Schanzen, Hausfeldstraße, Aspern Nord en Seestadt, voor € 358 miljoen (geopend 5 oktober 2013).
- Verlenging van de U1 in zuidelijke richting naar Oberlaa via de stations Troststraße, Altes Landgut, Alaudagasse en Neulaa voor € 770 miljoen (geopend 2 september 2017).
- Verlenging van de U2 in zuidelijke richting naar Gudrunstraße (Areal Hauptbahnhof) voor € 669 miljoen. Deze verlenging is in 2014 geschrapt ten gunste van een nieuwe route van de U2 naar het zuiden.

Eind november 2008 heeft het Weense stadsbestuur tot een vervroegde verlenging van de U6 besloten in verband met het nieuwe ziekenhuis.
- Verlenging U6 van Florisdorf naar Wiener Krankenhaus Nord –- Brünner Straße
- verlenging van de U6 van Siebenhirten naar Shopping City Süd.

Deze laatste twee verlengingen waren eind 2020 echter niet gerealiseerd.

#### Bouwfase 5 (na 2025)

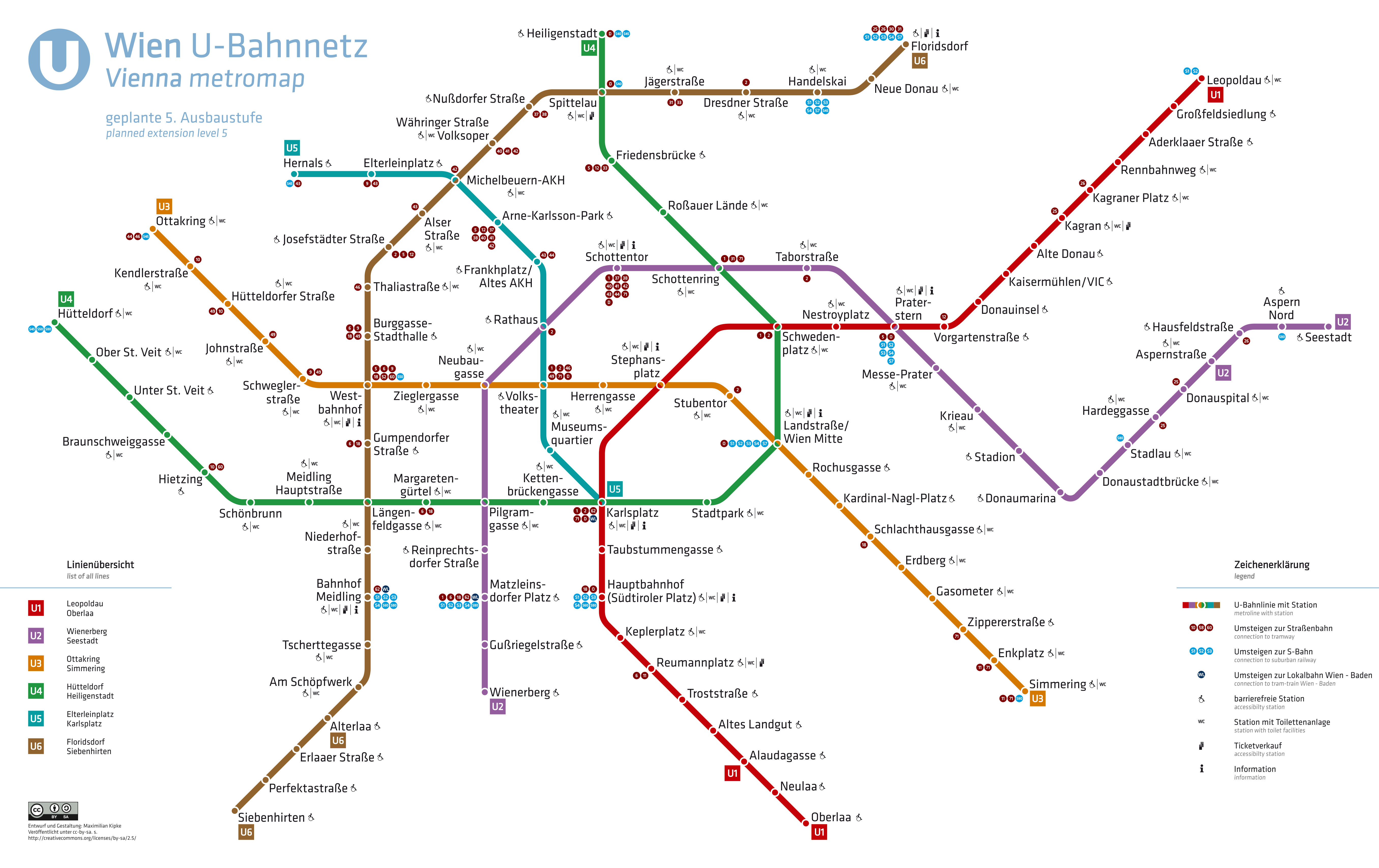
Beoogd net na bouwfase 5

In 2014 is het Linienkreuz U2xU5 gepresenteerd, dit omvat
- Verlegging van de U2 vanaf Rathaus naar Inzersdorf.
- Nieuwe lijn U5: oude U2 traject Gudrunstraße naar Rathaus en vanaf Rathaus een nieuw traject naar Hernals.

Hiertoe is in het voorjaar van 2021 de Zweierlinie van de U2 afgekoppeld, de ombouw van deze tunnel uit 1966 tot U5 moet in het voorjaar 2024 worden afgerond, het eerste deel van de U2 naar het zuiden moet in 2028 gereed zijn. De geschrapte verlenging naar de Gudrunstraße kan later alsnog als verlenging van de U5 worden gerealiseerd.
Daarnaast is er groen licht voor de planningsfase gegeven waar na 2019 aan gebouwd wordt voor:
- Verlenging van de U6 naar Stammersdorf
- Verlenging van de U4 naar Auhof

#### Toekomstplannen
Zoals al in de plannen van 1968 was voorzien als U1A zijn er nog steeds plannen om de Lokalbahn Wien-Baden in de metro op te nemen, nu als verlenging van de U6 naar het zuiden. Politici hebben voor dit project als voorwaarde gesteld dat als de U-Bahn naar Niederösterreich gaat rijden die deelstaat ook veel meer daaraan mee moet gaan betalen.

## Materieel

### Lijnen U1-U4
Zoals reeds eerder besproken kent de Weense metro twee systemen. Dat van de U6 en de andere lijnen. Op de lijn U1-U4 wordt gereden met de Silberpfeil ("Zilveren pijl"), een systeem dat door de Oostenrijkse spoorwegfabrikant Simmering-Graz-Pauker is ontwikkeld (type U1). Deze treinen zijn 36,8 meter lang en 2,80 meter breed. De treinen kunnen worden samengesteld uit twee motorwagens, eventueel aangevuld met koppelwagens. De stroomvoorziening komt via een geleiderail langs het spoor. In totaal werden 136 treinstellen geleverd en later (na 1987) nog eens 117 van een technisch verbeterd type (type U1 of U11). Sinds 1999 worden alle bestaande treinstellen voorzien van een nieuwe draaistroommotor, welke de lengte van de levensduur vergroot. Deze treinstellen worden Type U2 genoemd.
In de jaren negentig ontwikkelde een consortium van de firma's Siemens, Elin en Adtranz een nieuw trein, type V. Sinds februari 2005 zijn 25 van deze treinstellen beschikbaar. Vanaf september worden ze ingezet. De treinstellen zijn voorzien van o.a. camerabewaking. Daarnaast worden de stations op een lichtbalk weergegeven met de aanduiding aan welke kant uitgestapt kan worden.
De typen U en V worden door middel van een lijnbeïnvloedingssysteem, LZB, (vergelijkbaar met de ATB van de Nederlandse Spoorwegen) gestuurd en kunnen in theorie zonder machinist bediend worden. In de praktijk is het echter de machinist die de veiligheid bij aankomst en vertrek op de stations in de gaten houdt.

### Lijn U6
Omdat een ombouw van stadsspoorlijn G voor het type U niet haalbaar was, werd deze lijn uitgerust met bovenleiding in plaats van een geleiderail. Hiervoor werd overigens de bestaande bovenleiding van de stadsbaan verwijderd. De treinen op de U6 zijn gelijkwaardig aan de trams in Wenen en kennen optische signalering in plaats van LZB.
Van de stadsspoorlijn werden de 2,3 meter brede, zesassige tramstellen Type E6 (motorwagen) en C6 (bijwagen) overgenomen. Deze werden vanaf 1979 omgebouwd. Sinds 1995 zijn ook nieuwe lagevloertrams in gebruik van het type T. De treinen van de U6 worden samengesteld uit nieuw of oud materieel, waarbij zich in de trein minimaal één tramstel van het type T, met lagevloersinstap, bevindt. De trams van het type E6-c6 worden langzamerhand vervangen. 20 trams (motorwagens en bijwagens) zijn overgenomen door het Bestuur Regio Utrecht voor versterkingsritten op de sneltramlijn tussen Utrecht en Nieuwegein, waar deze tussen 2009 en 2014 werden ingezet. Zie ook Weense trams in Utrecht.

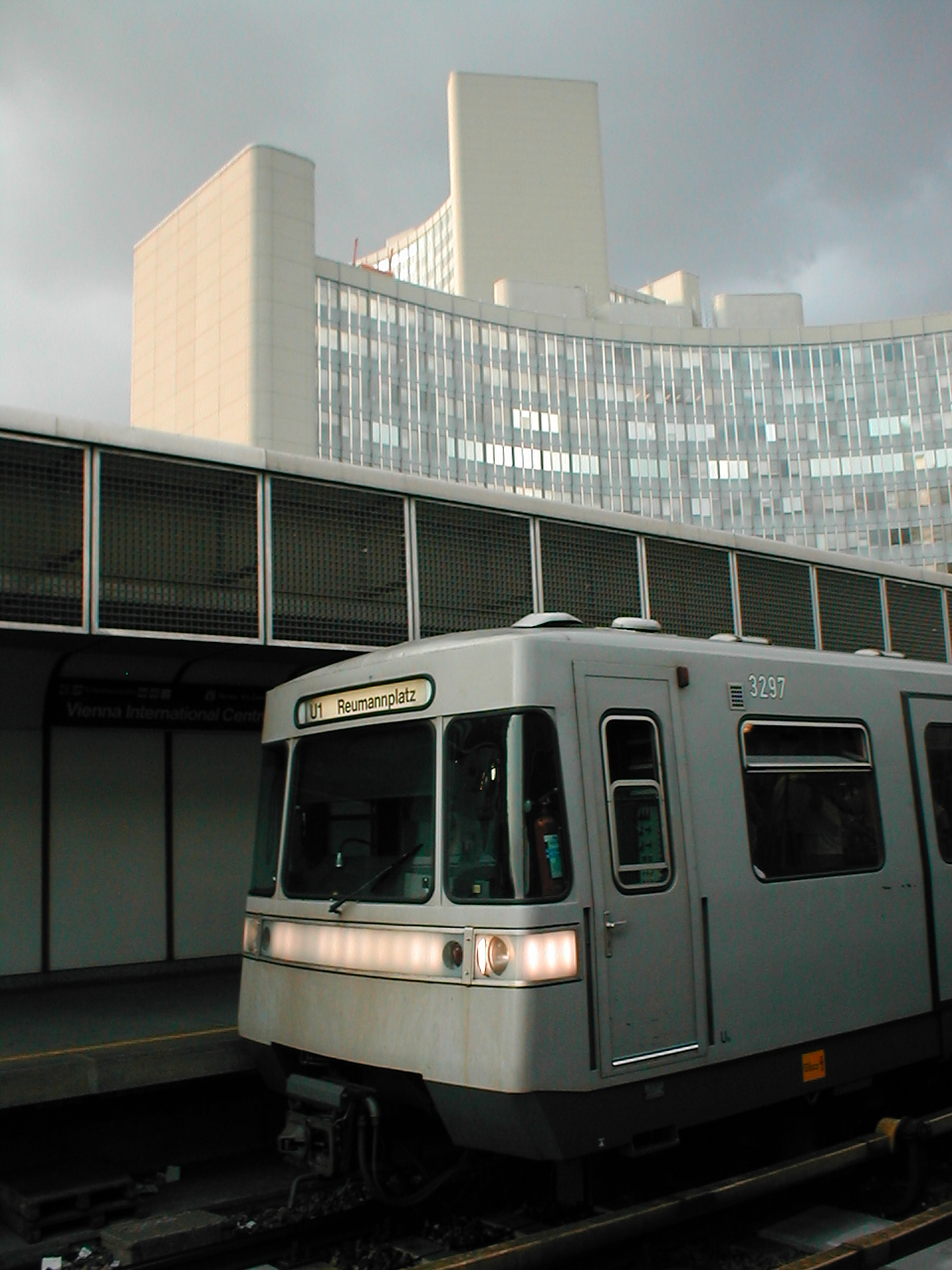
Metrostel reeks U in Kaisermühlen
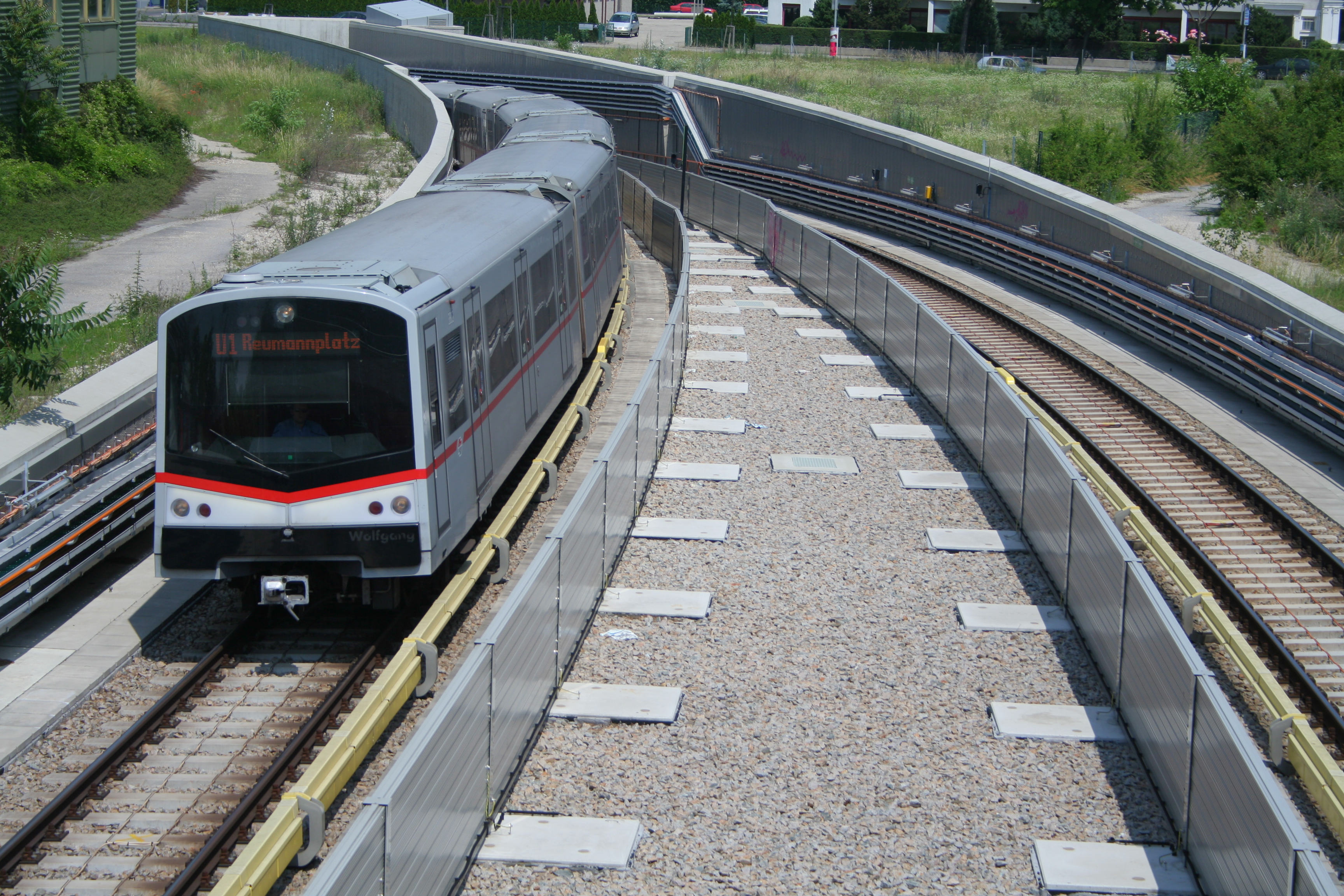
reeks V rijdt Aderklaaer Straße binnen.
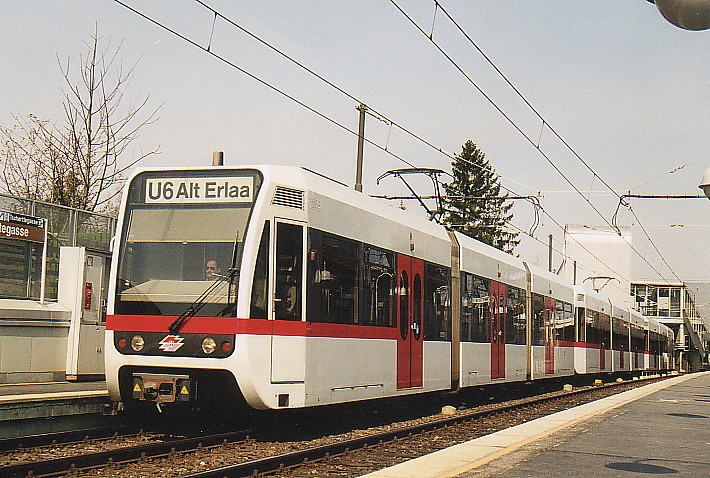
reeks T in Tscherttegasse